# Teatro do Ator
Teatro do Ator é um teatro localizado na cidade de São Paulo.

## Crítica
Em 28 de setembro de 2014, foi publicado na Folha de S.Paulo o resultado da avaliação feita pela equipe do jornal ao visitar os sessenta maiores teatros da cidade de São Paulo. O local foi premiado com duas estrelas, uma nota "ruim", com o consenso: "O hall é pequeno, então as pessoas acabam aguardando na rua. Só há um banheiro, e o feminino, no dia da visita, estava interditado. Mas os principais pontos negativos são que, da sala, dá para ouvir sons externos, e toda hora que alguém abre a porta a luz de fora atrapalha a sessão. O gestor do teatro disse que há cortinas para barrar a luz, mas que algumas pessoas esquecem de fechá-la ao passar, e que há projetos para minimizar o ruído externo."